# Jaan Kross
Jaan Kross (19 fevereiro de 1920 - 27 de dezembro 2007)  foi um  escritor estoniano.

## Primeiros anos
Nascido em Tallinn, Estónia, filho de um trabalhador metalúrgico qualificado, Jaan Kross estudou na Jakob Westholm Grammar School, e frequentou a Universidade de Tartu (1938-1945) graduando-se na Faculdade de Direito. Ele ensinou na mesma até 1946, e novamente como professor de Artes Liberales em 1998.
Em 1940, quando Kross tinha 20 anos, a União Soviética anexou os três países bálticos: Estónia, Letónia e Lituânia, enviando todos os governantes deste para a Sibéria. No ano seguinte, os nazistas alemães invadiram o país expulsando os soviéticos, o que deu uma breve pausa para grande parte da população (exceto, é claro, os judeus da Estónia), mas os estonianos logo percebeu que os nazistas alemães eram tão ruins quanto os comunistas soviéticos.
Kross foi preso em 1944 pelos alemães por seis meses, durante a ocupação alemã da Estónia (1941-1944), por suspeita de "nacionalismo", ou seja, promover a independência da Estónia. Em seguida, no dia 5 de janeiro de 1946, quando a Estónia mais uma vez tornou-se parte da União Soviética, ele foi preso pelos autoridades de ocupação soviéticas que o mantiveram por um curto espaço de tempo no porão da sede da NKVD, em seguida, foi enviado para uma prisão em Tallinn, e finalmente, em outubro de 1947, o deportaram para o Gulag de Vorkuta na Sibéria. Ele passou um total de seis anos trabalhando nas minas em torno do Gulag, em seguida, quase dois anos fazendo trabalhos mais fáceis, mas ainda vivendo como um deportado. Ele foi transferido do campo de prisioneiros pouco antes do  Massacre de Vorkuta. Após o seu regresso à Estónia, em 1954, ele tornou-se um escritor profissional.
Inicialmente Kross escreveu poesia, aludindo a uma série de fenômenos contemporâneos, sob o pretexto de escrever sobre figuras históricas. Mas logo passou a escrever prosa, um gênero que viria a se tornar o principal dele.

## Carreira como escritor
Kross é de longe o mais traduzido e internacionalmente mais conhecido escritor estoniano. Ele foi indicado várias vezes para o Prêmio Nobel de Literatura, durante o início de 1990, e foi nomeado Escritor do Povo pela Estônia  em 1985, ele recebeu o Prêmio de Estado da República Socialista Soviética da Estônia (1977). Ele também recebeu vários doutorados honorários e condecorações internacionais, incluindo a mais alta ordem da Estónia e uma das maiores ordens alemãs.
Em 1990 Kross venceu o Prêmio de Ouro concedido pela Anistia Internacional.
As suas obras foram traduzidas em 23 idiomas, mas principalmente para o finlandês, sueco, russo, alemão e letão.

## Conteúdo e estilo
Os romances e contos de Kross são quase universalmente histórico, na verdade, ele é muitas vezes creditado com o rejuvenescimento significativo do gênero do romance histórico. A maioria de suas obras acontecem na Estónia, geralmente com a relação dos estonianos aos alemães bálticos e russos. Muitas vezes, a descrição da luta histórica dos estonianos contra os alemães do Báltico é na verdade uma metáfora para a luta contemporânea contra a ocupação da Estónia pela União Soviética. Geralmente, The Czar's Madman é considerado o melhor romance Kross, e também o mais traduzido.

## Morte
Jaan Kross morreu em Tallinn, na idade de 87, em 27 de dezembro de 2007. Ele deixa sua esposa Ellen Niit e quatro filhos. O Presidente da Estónia, Toomas Hendrik Ilves, elogiou Kross "como um preservador da língua e da cultura da Estónia". Kross está enterrado no cemitério Rahumäe em Tallinn.

## Obras

### Em estoniano
- Silmade avamise päev 1988, (English: The Conspiracy and Other Stories, Harvill, 1995, in Eric Dickens' translation). Short-stories.
- Väljakaevamised (Excavations), 1990. Novela.
- Tabamatus (Elusiveness), 1993. Novela.
- Mesmeri ring (Mesmer's Circle), 1995. Novela.
- Paigallend 1998 (English: Treading Air, Harvill, 2003, in Eric Dickens' translation). Novela.
- Tahtamaa, (Tahtamaa) 2001. Novela.
- Kallid kaasteelised (Dear Co-Travellers) 2003. Primeiro volume da autobiografia.
- Omaeluloolisus ja alltekst (Autobiographism and Subtext) 2003. Lectures sobre suas obras.

### Traduzidas para o inglês
- Four Monologues on the Subject of Saint George in the anthology of Estonian literature The Love That Was Progress Publishers, Moscow, 1982.
- Kajar Pruul, Darlene Reddaway: Estonian Short Stories, Northwestern University Press, Evanston, Illinois, 1996 (The stories: Hallelujah and The Day His Eyes Are Opened.
- Jan Kaus (editor): The Dedalus Book of Estonian Literature, Dedalus Books, Sawtry, England, 2011.[14]

## Biografias utilizadas neste artigo
- Loccumer Protokolle '89 - Der Verrückte des Zaren 1989, 222 páginas. (Festschrift in German.)
- Jaan Kross: De ring van Mesmer, Prometheus, Amsterdam, 2000 (Dutch translation by Frans van Nes of Mesmeri ring /  Mesmer's Circle).
- Cornelius Hasselblatt: Geschichte der estnischen Literatur, Walter de Gruyter (publishers), 2006, páginas 681-696 (in German).
- Both volumes of Jaan Kross' autobiography entitled Kallid kaasteelised I-II, Eesti Keele Sihtasutus, Tallinn, 2003 e 2008.
- Material on the Estonian Literature Information Centre website pertaining to Jaan Kross.
- The Finnish, English-language Kirjasto entry for Jaan Kross.
- Tannberg / Mäesalu / Lukas / Laur / Pajur: History of Estonia, Avita, Tallinn, 2000, 332 páginas.
- Andres Adamson, Sulev Valdmaa: Eesti ajalugu (Estonian History), Koolibri, Tallinn, 1999, 230 páginas.
- Arvo Mägi: Eesti rahva ajaraamat (The Estonian People's History Book), Koolibri, Tallinn, 1993, 176 páginas.
- Mart Laar: 14. juuni 1941 (14 June 1941; sobre a deportação para a Siberia), Valgus, Tallinn, 1990, 210 páginas.
- Mart Laar and Jaan Tross: Punane Terror (Red Terror), Välis-Eesti & EMP, Stockholm, Sweden, 1996, 250 páginas.
- Andres Tarand: Cassiopeia (Cartas de Jaan dos campos de concentração para o filho), Tallinn, 1992, 260 páginas.
- Imbi Paju: Förträngda minnen (Suppressed Memories), Atlantis, Stockholm, 2007, 344 pages (tradução em sueco do original em estoniano: Tõrjutud mälestused.)
- Venestamine Eestis 1880-1917 (Russification in Estonia 1880-1917; documents), Tallinn, 1997, 234 páginas.
- Vaime Kabur and Gerli Palk: Jaan Kross - Bibliograafia (Jaan Kross- Bibliography), Bibilotheca Baltica, Tallinn, 1997, 368 páginas.